# Corbère-Abères
Corbère-Abères település Franciaországban, Pyrénées-Atlantiques megyében. Lakosainak száma 95 fő (2022. január 1.). Corbère-Abères Bassillon-Vauzé, Castillon (Lembeye kanton), Escurès, Lembeye, Moncaup és Séméacq-Blachon községekkel határos.

## Népesség
A település népességének változása:
| Lakosok száma | 82   | 108  | 111  | 112  | 115  | 108  | 103  | 97   | 96   | 95   |
|               | 2006 | 2009 | 2013 | 2015 | 2016 | 2017 | 2018 | 2020 | 2021 | 2022 |